# Premiolino
Der Premiolino ist eine italienische Auszeichnung für Journalisten.
Der Premiolino wurde 1960 gegründet und gilt als der renommierteste italienische Journalistenpreis. Es wird jährlich an sechs Journalisten von Printmedien und Fernsehen für ihre beruflichen Leistungen und ihre Beiträge verliehen.